# 666 (együttes)
A 666 német DJ-formáció volt, amelyet Thomas Detert és Mike Griesheimer alapított 1997-ben. Elektronikus zenei mixet készítettek, amely gyakran tartalmazott spanyol és angol nyelvű dalszövegeket is. A formáció 2005-ben feloszlott.
1997-ben alakultak. Tagjai korábban az Activate nevű eurodance együttesben játszottak. Egy férfi és két női táncossal rendelkeztek. Svédországban két stúdióalbumuk és kilenc kislemezük is felkerült a slágerlistákra. Norvégiában három kislemezük is bekerült a Top 10-be, Paradoxx című stúdióalbumuk pedig a második helyet szerezte meg. Finnországban a Policia című daluk lett sláger.

## Diszkográfia
- Paradoxx (1998)
- Nitemare (1999)
- Who's Afraid of...? (2000)